# Pamongan (Mojo)
Pamongan is een bestuurslaag in het regentschap Kediri van de provincie Oost-Java, Indonesië. Pamongan telt 3132 inwoners (volkstelling 2010).